# Ferdinando Aiello
Pour les articles homonymes, voir Aiello.
Ferdinando Aiello (Cosenza, 26 novembre 1972) est un homme politique italien.

## Biographie
Il est député de la circonscription Calabre durant la XVIIe législature de la République italienne d'abord pour le parti Gauche, écologie et liberté, puis le 26 juin 2014 il adhère au Parti démocrate.